# Ringwall Aurolfing
Der Ringwall Aurolfing ist eine abgegangene Wallburg in der Forstabteilung „Hart“, etwa 1900 Meter nordwestlich der katholischen Expositurkirche St. Michael in Forsthart, einem Ortsteil der Gemeinde Künzing im niederbayerischen Landkreis  Deggendorf in Bayern. Über diese Ringwallanlage sind keine geschichtlichen oder archäologischen Informationen bekannt, sie wird grob als frühmittelalterlich datiert. Die gut erhaltene Anlage auf einer Geländezunge zeigt noch fast den kompletten Verlauf des Wall-Graben-Wall-Systemes mit einem Zangentor im Norden, die Südostseite ist durch eine Erosionsrinne abgegangen. Die Befestigung ist als Bodendenkmal Nummer D-2-7344-0106: „Ringwall des frühen Mittelalters“ geschützt.

## Beschreibung
Die Ringwallanlage befindet sich auf einer breiten, nach Nordosten gerichteten Geländezunge zwischen dem Tal des Aurolfinger Grabens im Osten sowie dem eines kleinen Nebenbaches im Westen. Die Spitze der Geländezunge wird durch den Zusammenfluss der beiden Fließgewässer gebildet. Die Fläche der Befestigung misst 200 Meter in Südwest-Nordost-Richtung und bis zu 110 Meter Nordwest-Südost-Richtung. Heute führen zwei rezente Forstwege von Süden und von Südosten in die Anlage, beide Wege vereinen sich in etwa der Befestigungsmitte, und verlaufen anschließend im Norden durch das frühere Zangentor nach außen. Der Ringwall zeigt an fast seinem gesamten Verlauf ein System von innerem Hauptwall, dem ein Graben vorgelegt wurde, sowie einem dem Graben vorgesetzten Vorwall. Dieses Wall-Graben-Wall-System ist nur an der Südwestseite, an welcher das Gelände zuerst als Bergrücken und anschließend zu einer Geländekuppe ansteigt, ausgesetzt, hier ist es nur als Hauptwall mit vorgelagerten Graben ausgebildet. Der Hauptwall ist von der Innenfläche aus noch 0,3 Meter hoch erhalten, anschließend fällt er von seiner Wallkrone aus 2,3 bis 5,0 Meter steil zur Grabensohle ab, woraufhin die äußere Grabenflanke wieder ein bis zwei Meter zur Krone des Vorwalles ansteigt.
Ab dem südlichen Eintritt des Forstweges in die Ringwallanlage verläuft die Befestigung in schwach ausgeprägten S-förmigen Verlauf hangaufwärts 80 Meter in südöstlicher Richtung. Anschließend biegt sie auf nordwestliche Richtung um, wobei sie auf einer Länge von 70 Metern einen Bergrücken überquert, hier ist auch die einzige Stelle, an der kein Vorwall vor dem Graben errichtet wurde. Nach Überquerung des Bergrückens verläuft sie nun hangabwärts in nordöstliche Richtung umbiegend etwa 120 Meter ebenfalls in leicht S-förmigen Verlauf bis zu einem gut ausgeprägten Zangentor im Norden der Anlage. Dieses Zangentor wird durch die etwa 20 Meter lange Einbiegung des Wallzuges ins innere der Anlage gebildet. An der gegenüberliegenden Seite dieses früheren Tores verläuft das Wall-Graben-Wall-System parallel zu den Höhenlinien rund 80 Meter in Ostnordostrichtung. In diesem Bereich fehlt dem Hauptwall die innere Böschung, wodurch der Wall nur als Hangkante zum Graben in Erscheinung tritt. Die Ostfront der Ringwallanlage wird durch die Umbiegung des Wallzuges in Südsüdostrichtung gebildet, diese Seite ist durch mehrere Abgrabungen gestört. Nach etwa 80 Meter Verlauf biegt er wieder nach Südwesten um und trifft hier auf das steil eingeschnittene Tal einer Erosionsrinne, die zum Aurolfinger Graben entwässert, welche den Wallverlauf auf einer Länge von 70 Metern beseitigt hat. Der Wallzug setzt erst am Eintritt des Forstweges etwa in der Mitte des Südseite der Anlage wieder ein.